# ブラチスラヴァ
ブラチスラヴァ（スロバキア語: Bratislava, スロバキア語発音: [ˈbracislava] ( 音声ファイル)）は、スロバキアの首都で同国最大の都市である。旧称はドイツ語 : プレスブルク (Pressburg/Preßburg)、マジャル（ハンガリー）語 : ポジョニ (Pozsony)、スロバキア語 : プレシュポロク (Prešporok/Prešporek)、チェコ語 : プレシュプルク (Prešpurk) で、チェコスロバキア第一共和国建国後の1919年に現名称に改称した。

## 概要

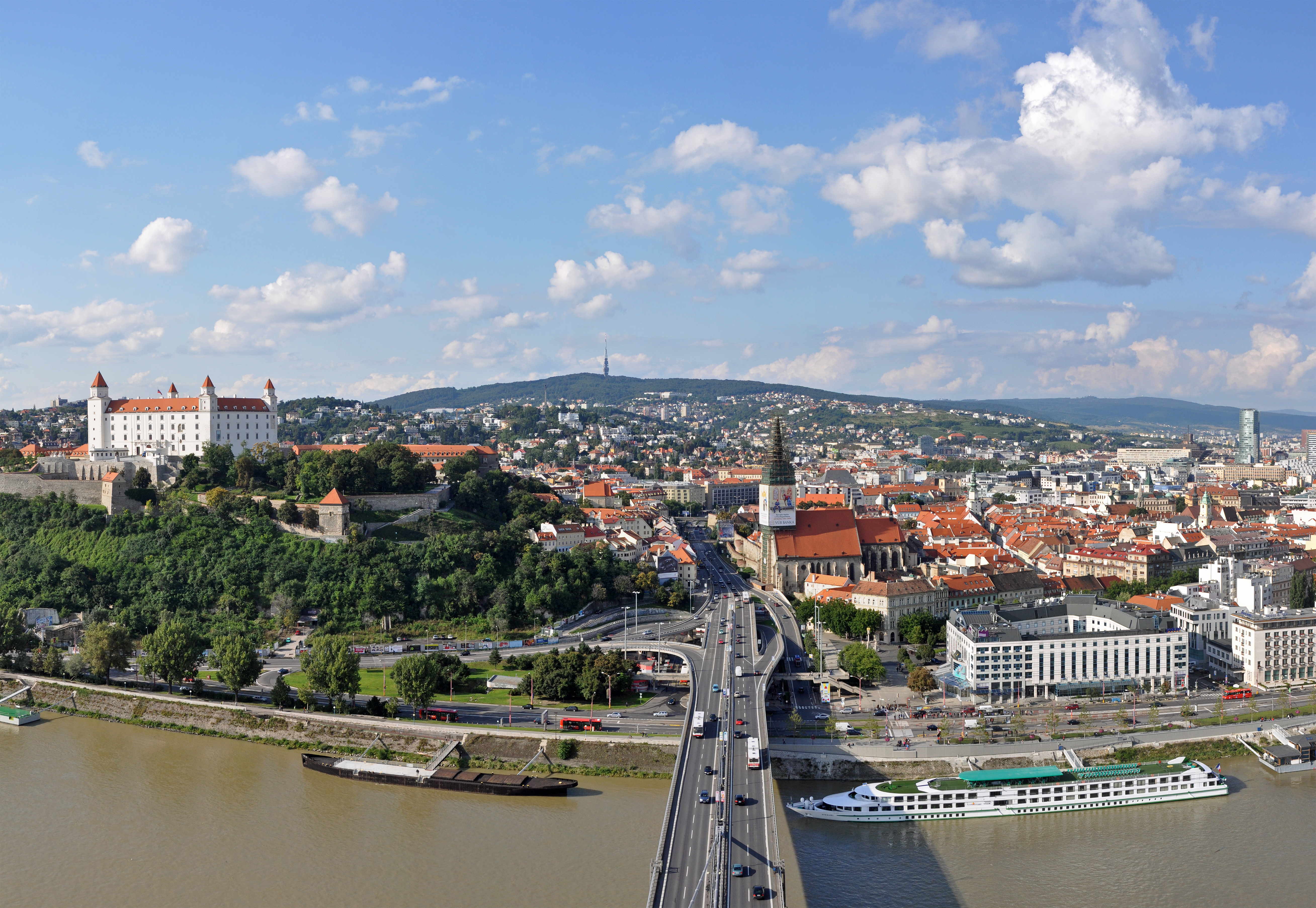
1区旧市街区

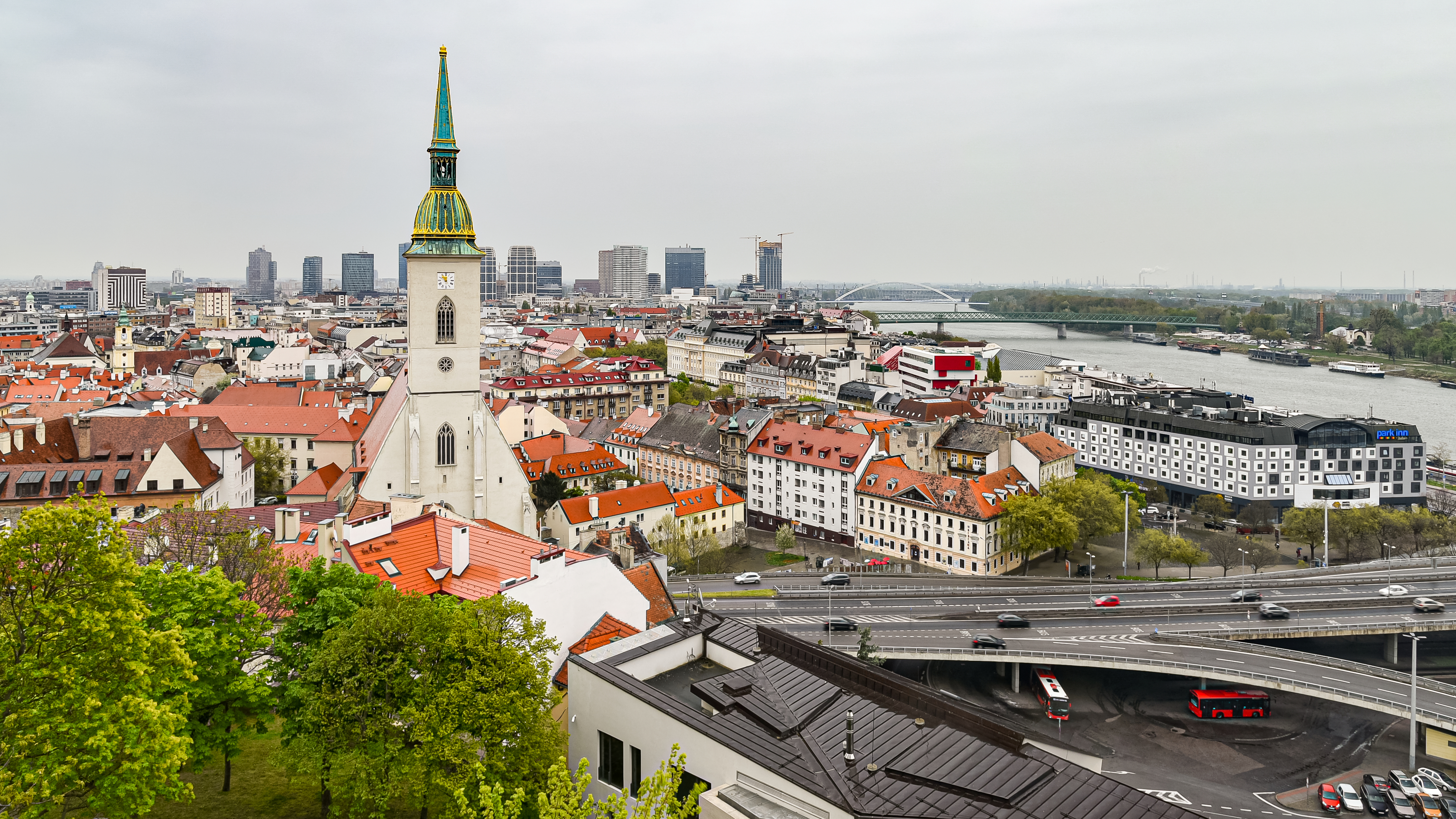
旧市街区

ブラチスラヴァ県（Bratislavský kraj）の南西端に位置し、ドナウ川に面した都市。スロバキアの政治、文化、経済の中心都市であり、中央ヨーロッパ有数の世界都市。コシツェとともに特別市に指定されている。ハンガリーおよびオーストリアの2か国の国境に接しており、主権国家の首都としては唯一、市域内に三国国境がある。ウィーンに最も近接した首都でもあり、両者の関係は古来密接である。
2008年末の人口は42万8791人。市内はブラチスラヴァ1区からブラチスラヴァ5区（Bratislava I - Bratislava V）までの5地区 (Okres) 17街区に分けられている。
市の歴史は有史以来、スロバキア人のほかケルト人、ローマ人、フン族、アヴァール、ドイツ人、ハンガリー人、クマン人、ブルガール人、ユダヤ人などのさまざまな民族が関与した。
モラヴィア王国、ハンガリー王国、オーストリア＝ハンガリー帝国、チェコスロバキアにおいて経済的・政治的な重要都市とされ、ハンガリー王国首都（1536年 - 1783年）、スロバキア第一共和国首都（1939年 - 1945年）、チェコスロバキア社会主義共和国におけるスロバキア社会主義共和国首都（1969年 - 1990年）、チェコスロバキア連邦共和国におけるスロバキア共和国首都（1990年 - 1992年）となった。
1997年から国際連合開発計画（UNDP）欧州・CIS諸国局本部、2009年から国際連合人口基金 (UNFPA) 東欧・中央アジア地域事務所本部の各国際機関本部が置かれているほか、ヴィシェグラード4カ国による国際ヴィシェグラード基金 (Medzinárodný vyšehradský fond) 本部、万国郵便連合 (UPU) 欧州委員会が置かれている。
第二次世界大戦まではスロバキア語のほか、ドイツ語、ハンガリー語が一般的に用いられていた。旧市街を中心にブラチスラヴァ城、スロバキア共和国国民議会、聖マルティン教会周辺に多数の旧跡がある。またドナウ川にかかる新橋（Nový most、旧称SNP橋）は、斜張橋の先駆けの一つで1972年に完成。2001年に世界タワー連盟に加盟している。

## 地理

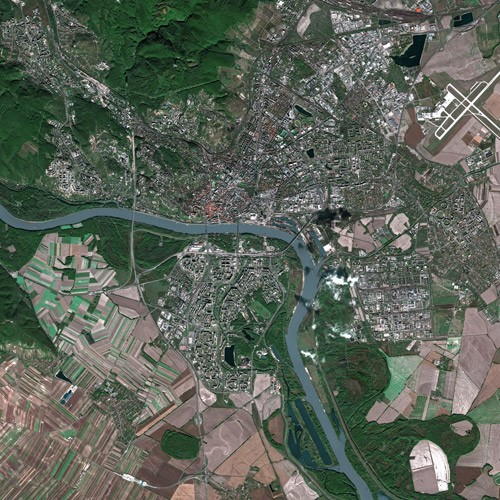
ブラチスラヴァ市付近のSPOT地球観測衛星写真（2003年）

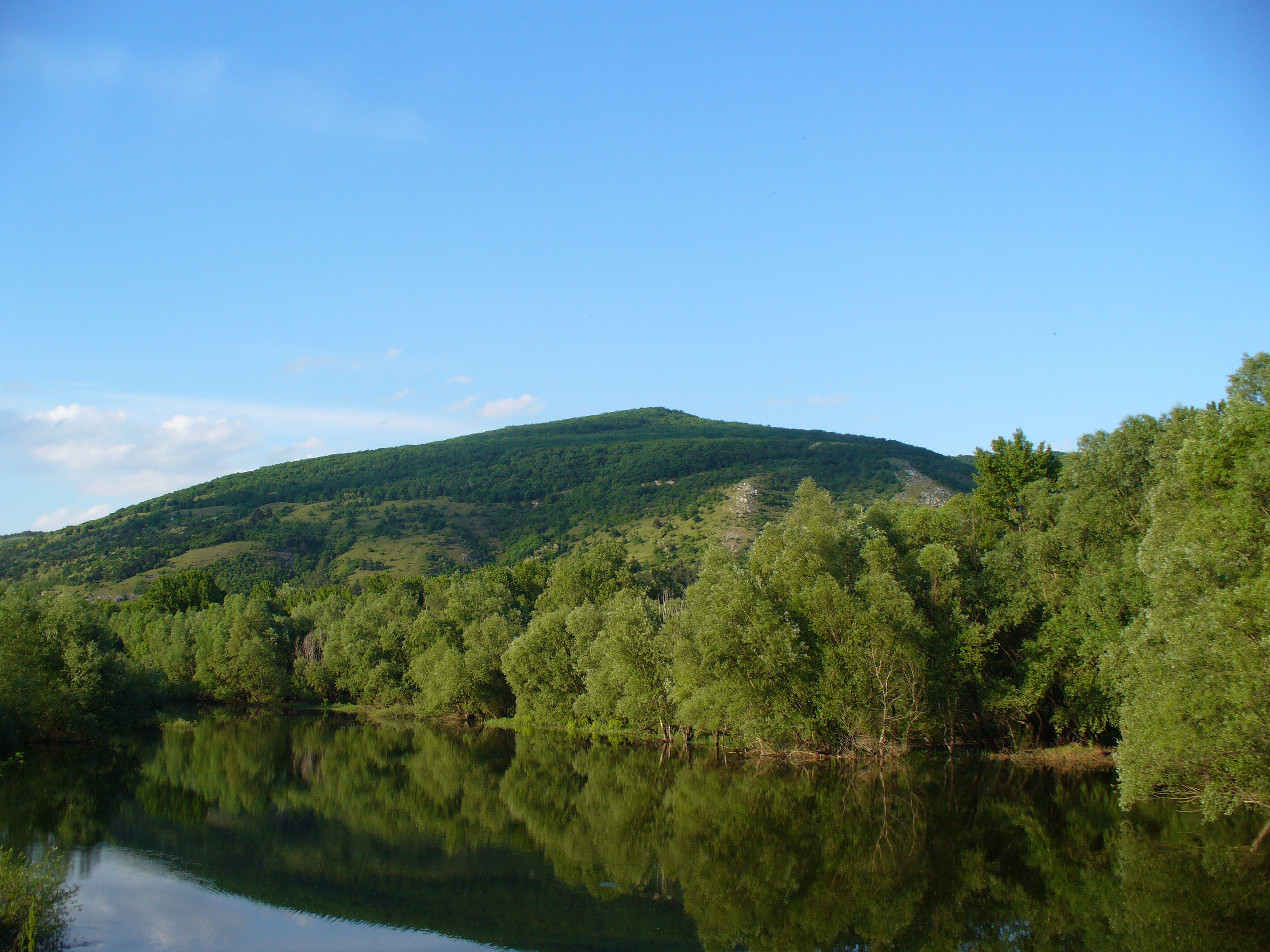
ジェヴィーンスカ・コビラ山（標高514m）

中央ヨーロッパの北緯48度9分、東経17度7分に位置する。オーストリア、ハンガリー国境に接し、チェコとも近い。市域はドナウ川とモラヴァ川の合流地点に近い小カルパチア山地の麓のドナウ平原に、ドナウ川の両岸に沿って広がっている。市域面積は367.58平方キロメートルで、スロバキア国内の市・町（mesto）ではヴィソケー・タトリ町（Vysoké Tatry）に次ぐ2番目の広さである。市北部の小カルパチア山地一帯を自然保護区（Chránené krajinné oblasti）として森林公園として整備しているほか、ドナウ川沿いの河畔林地帯なども公園として保護しており、自然面積は46.8平方キロメートルである。
市域の中心を貫くドナウ川は、西から南東方向に向けて流れており、市域の西にあるモラヴァ川との合流地点「ジェヴィーン水門」（Devínska brána）を経て市街中心部でドナウ平原に入り、大きく南に蛇行している。市の東部郊外では、ドナウ川本流から支流の小ドナウ川（Malý Dunaj、延長128キロメートル）が分流し、再びドナウ川に合流するコマールノまでの間に「ジトニー島」（ライ麦島、Žitný ostrov）と呼ばれるヨーロッパ最大の大中州地帯（面積1,886平方キロメートル）を形成している。
市域の北西側、4分の1は山地で、標高439メートルのカムジーク山にはカムジークテレビ塔があって街のランドマークにもなっている。市域の最低地点はブラチスラヴァ5区チュノヴォ街区のドナウ川河畔（標高126メートル）、最高地点は4区ジェヴィーン街区とドゥーブラフカ街区にまたがるジェヴィーンスカ・コビラ山（Devínska Kobyla）山頂（標高514メートル）である。
北はマラツキ郡（Okres Malacky）のマリアンカ村（Marianka）、ボリンカ村（Borinka）、ストゥパヴァ市（Stupava）およびスヴェティー・ユル市（Svätý Jur）と、東はセネツ郡（Okres Senec）のモスト・プリ・ブラチスラヴェ村（Most pri Bratislave）、 ホルヴァートスキ・グロプ村（Chorvátsky Grob）およびイヴァンカ・プリ・ドゥナイ村（Ivanka pri Dunaji）と、南東はセネツ郡ロヴィンカ村（Rovinka）、ドゥナイスカー・ルジナー村（Dunajská Lužná）、カリンコヴォ村（Kalinkovo）、ハムリアコヴォ村（Hamuliakovo）およびドゥナイスカー・ストレダ郡（Okres Dunajská Streda）のシャモリーン市（Šamorín）と接している。
また国境を挟んでハンガリーのライカ村（Rajka）、オーストリアのドイチュ・ヤールンドルフ村（Deutsch Jahrndorf）、キッツエー村（Kittsee）、ベルク村（Berg）、ヴォルフシュタル村（Wolfsthal）、ハインブルク・アン・デル・ドナウ町（Hainburg an der Donau）とも接している。オーストリア・ウィーンとの距離は欧州の首都間距離としては最も近い約60キロメートルで、中央ヨーロッパの中心の「双子都市」となるとして注目されており、両都市を結ぶ高速道路網などの整備が進んでいる。オーストリア国境に接する市域南西部はかつて鉄条網による「鉄のカーテン」で遮断されていたが、シェンゲン協定に基づく2007年の出入国審査の撤廃以降、ブラチスラヴァ市内に比べ地価が安いオーストリア側近郊町村部のベッドタウン化が進みつつあり、将来的には国境を越えた一体的な市街化が進むと見られている。

### 気候
ケッペンの気候区分によると、ブラチスラヴァの気候は温暖湿潤気候（Cfa）に属する。
スロバキア国内ではもっとも温暖な都市の一つとされる。年間降水量は600ミリ前後で乾燥傾向にあり、市街地近郊で盛んに行われているブドウや麦の栽培に適した気候である。春と秋の期間は通常短く、この間にドナウ川やモラヴァ川に面した市域北西部のブラチスラヴァ4区ジェヴィーン街区やジェヴィーンスカ・ノヴァー・ヴェス街区では河川の氾濫に見舞われることがある。
北緯48度に位置するにもかかわらず、北大西洋海流の影響により、冬季の気温が高い。低緯度である北緯35度から北緯40度に位置する飛騨地方や長野県、東北地方内陸部よりも冬季の日平均気温と平均最低気温が高く、降雪量も少ない。
| ブラチスラヴァの気候           | ブラチスラヴァの気候 | ブラチスラヴァの気候 | ブラチスラヴァの気候 | ブラチスラヴァの気候 | ブラチスラヴァの気候 | ブラチスラヴァの気候 | ブラチスラヴァの気候 | ブラチスラヴァの気候 | ブラチスラヴァの気候 | ブラチスラヴァの気候 | ブラチスラヴァの気候 | ブラチスラヴァの気候 | ブラチスラヴァの気候 |
| 月                             | 1月                  | 2月                  | 3月                  | 4月                  | 5月                  | 6月                  | 7月                  | 8月                  | 9月                  | 10月                 | 11月                 | 12月                 | 年                   |
| ------------------------------ | -------------------- | -------------------- | -------------------- | -------------------- | -------------------- | -------------------- | -------------------- | -------------------- | -------------------- | -------------------- | -------------------- | -------------------- | -------------------- |
| 平均最高気温 °C （°F）         | 2 (36)               | 5 (41)               | 11 (52)              | 16 (61)              | 22 (72)              | 24 (75)              | 27 (81)              | 27 (81)              | 22 (72)              | 15 (59)              | 8 (46)               | 4 (39)               | 15 (59)              |
| 平均最低気温 °C （°F）         | −3 (27)              | −2 (28)              | 1 (34)               | 5 (41)               | 10 (50)              | 13 (55)              | 15 (59)              | 14 (57)              | 11 (52)              | 6 (43)               | 1 (34)               | −1 (30)              | 6 (43)               |
| 降水量 mm （inch）             | 42 (1.65)            | 37 (1.46)            | 36 (1.42)            | 38 (1.5)             | 54 (2.13)            | 61 (2.4)             | 52 (2.05)            | 52 (2.05)            | 50 (1.97)            | 37 (1.46)            | 50 (1.97)            | 48 (1.89)            | 557 (21.93)          |
| 平均月間日照時間               | 70                   | 108                  | 152                  | 221                  | 274                  | 283                  | 271                  | 263                  | 182                  | 134                  | 70                   | 54                   | 2,082                |
| 出典：World Weather 2009-01-04 |                      |                      |                      |                      |                      |                      |                      |                      |                      |                      |                      |                      |                      |

## 歴史

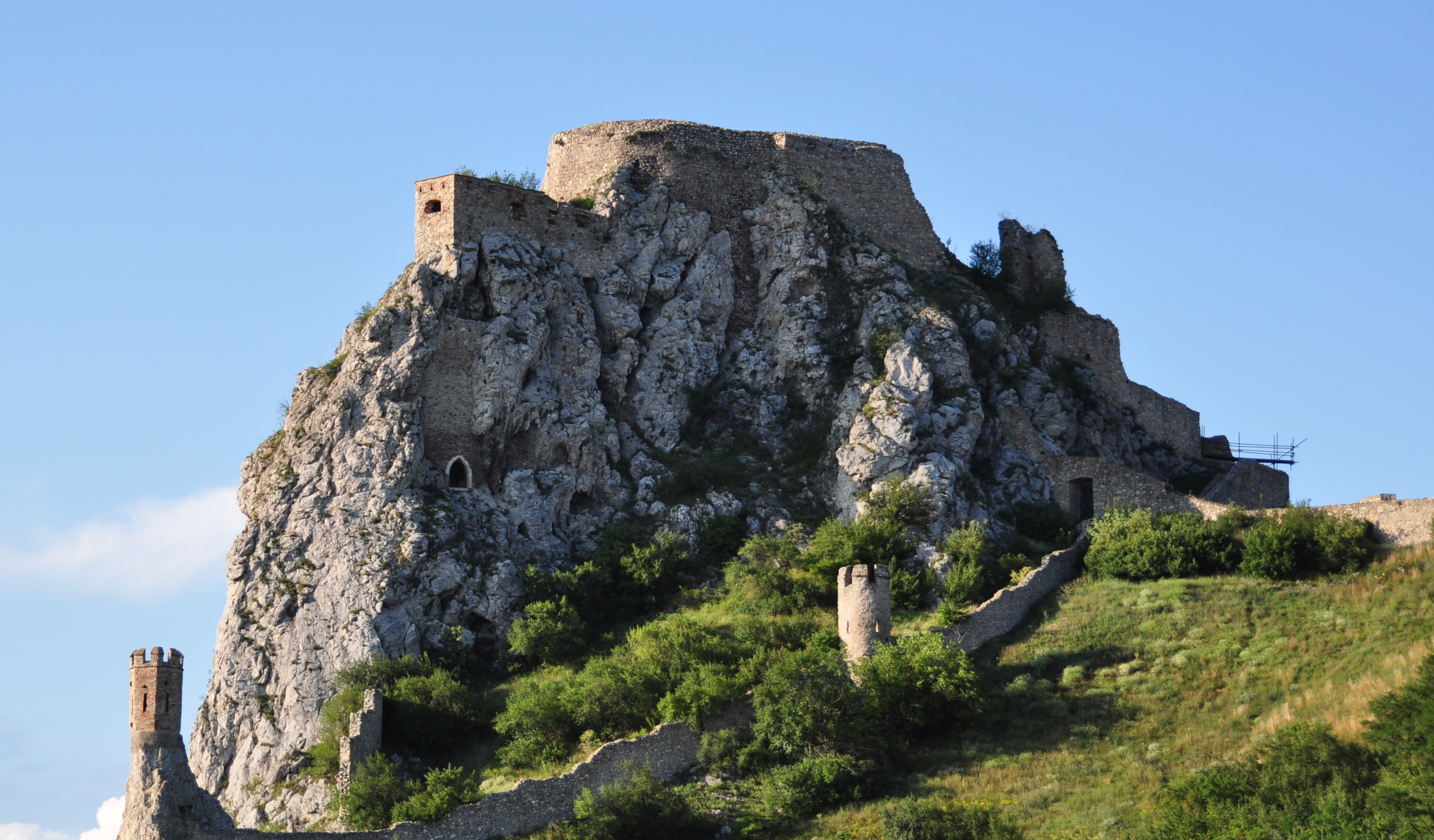
ジェヴィーン城跡

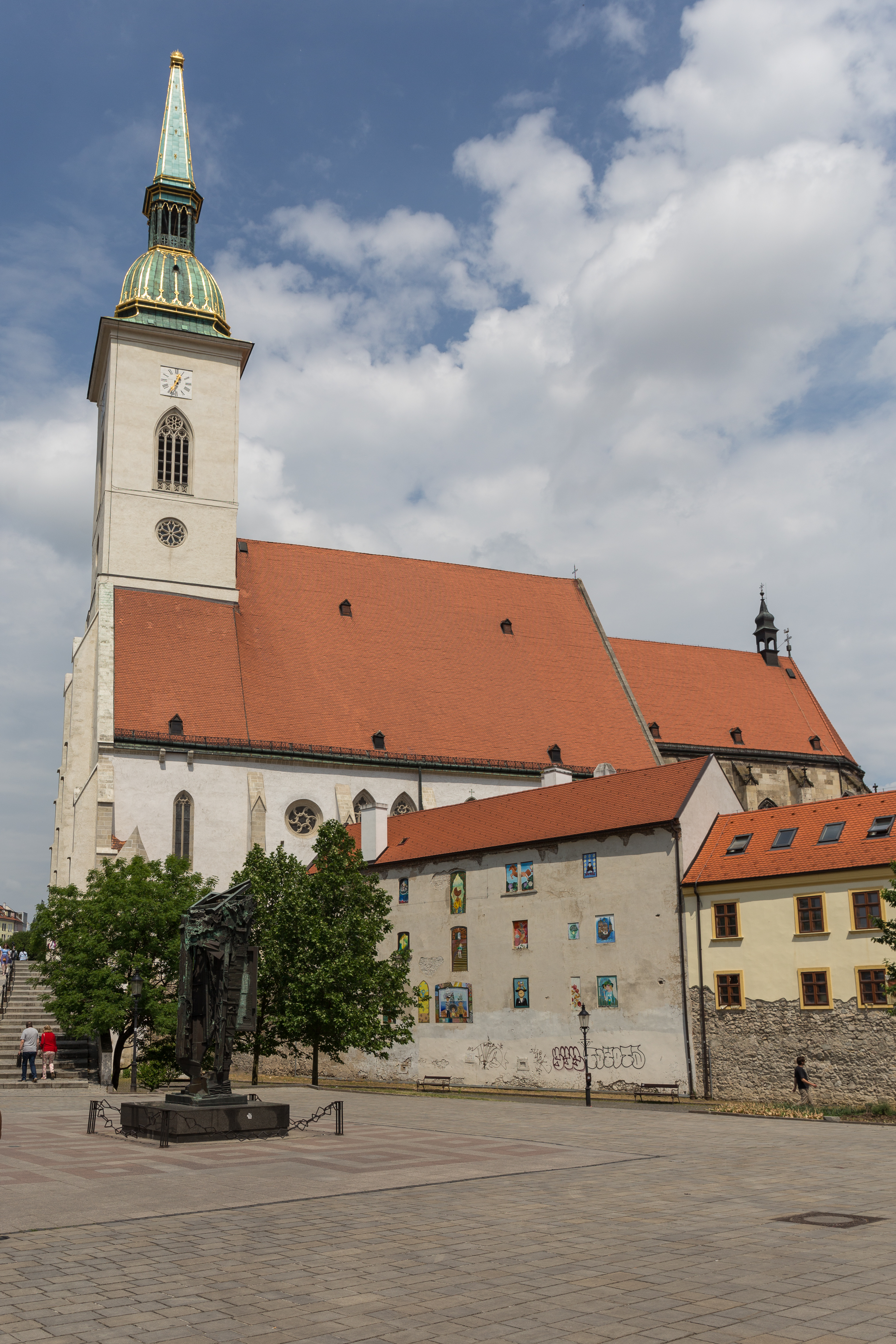
聖マルティン大聖堂

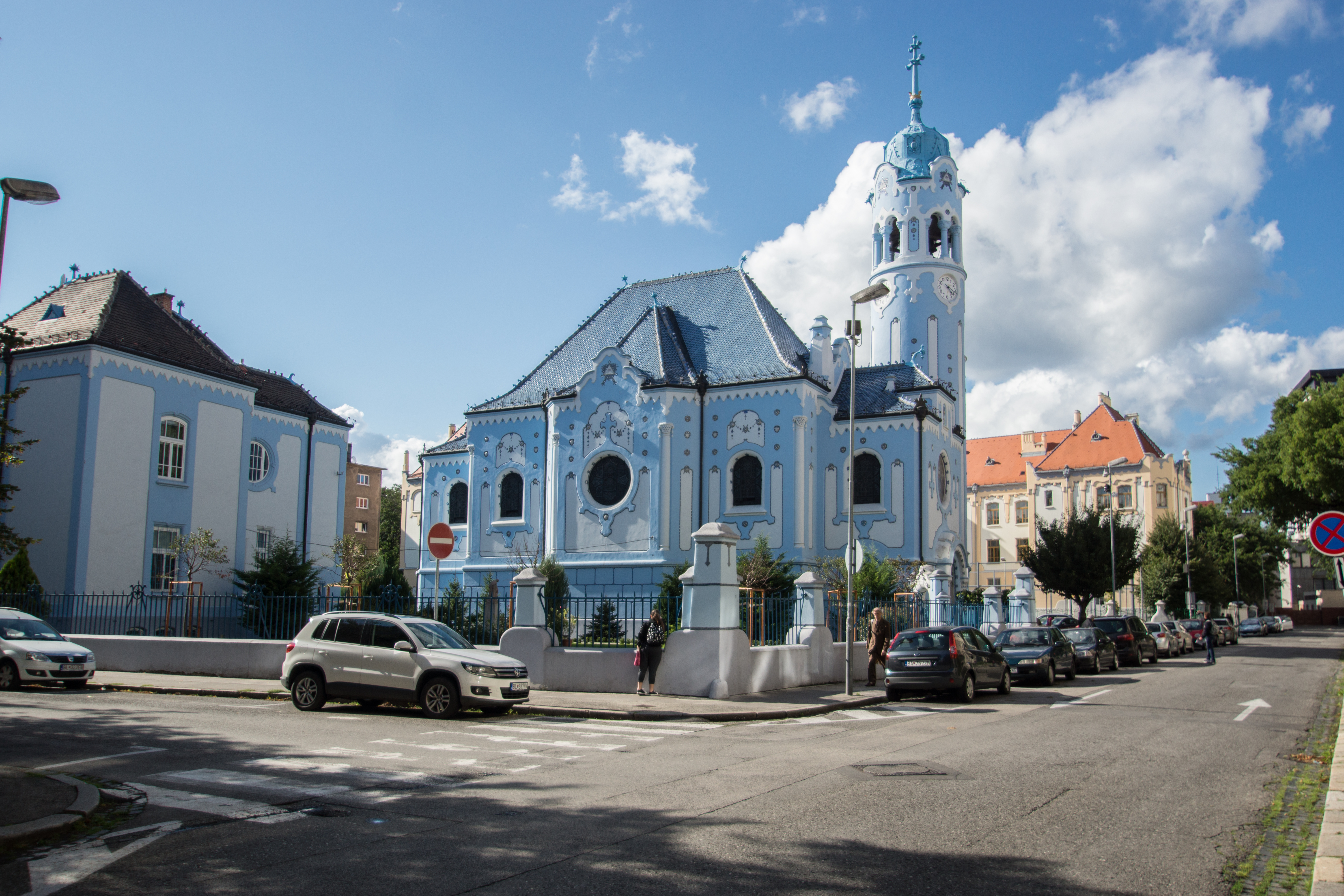
聖エリザベス教会 (青い教会)

新石器時代にこの地域で人類が定住を始め、紀元前400年にはケルト人が生活していた。紀元前125年ごろ、ケルト人が城塞都市（オッピドゥム）をブラチスラヴァの丘陵地帯に設け、ドナウ川一帯のケルト人の中心地の一つになった。1世紀にはローマ帝国の影響下に入ってローマ軍の駐屯地となり、防塁（リーメス）やジェヴィーン城（Devínsky hrad）が建設され、ブドウの栽培が始まった。5世紀から6世紀にかけての民族移動時代にスラヴ人（西スラヴ人）が定住し、テュルク系とみられるアヴァールとの衝突を経て、スラヴ人によるサモ王国（623年-658年）の一部となる。8世紀後半にニトラ公国の一部となったが、のち公国を併合したモラヴィア王国の一部となった。
907年にはハンガリー王国の国境城塞として初めてポジョニの名で文献に登場し、王国の国境の要として戦略上の重要拠点として成長した。11世紀にはスラヴ人住民によってオーストリアとハンガリーの商業中継地としての地位を確立。13世紀にはドイツ人（オーストリア人）が多く入植し、1291年に都市法を獲得して中世都市の形を整えた。1405年に王立自由都市となった。ハンガリー王マーチャーシュ1世の時代に文化・経済の中心地として栄え、大学も設置された。
その後オスマン帝国の侵攻でブダが支配されたため、ポジョニは1536年から1784年までハンガリー王国の首都となり、1542年にはハンガリー議会も移転した。1563年から1830年まではハンガリー国王・女王の戴冠式が聖マルチン大聖堂で行われた。ナポレオン戦争中の1805年には、プレスブルクの和約が締結されるが、1809年にはフランス軍が侵攻して占領され、プレスブルク城は1811年に駐屯フランス軍の失火による大火災が発生して荒廃する。
一方でこのころから開花したスロバキア人文化の中心地として発展し、スラヴ語による文学講座などが行われた。1828年にはのちにスロバキア民族運動の指導的役割を果たす「スロバキア学生協会」が発足。1843年には詩人で言語学者のリュドヴィート・シュトゥール（Ľudovít Štúr）が中部スロバキア方言をもとにスロバキア語の文語を完成させ、民族の啓蒙にあたる。また1840年には馬車鉄道が、1848年には鉄道が開業。19世紀末から20世紀にかけて路面電車、トロリーバスの運行も始まり、近代化が進められた。

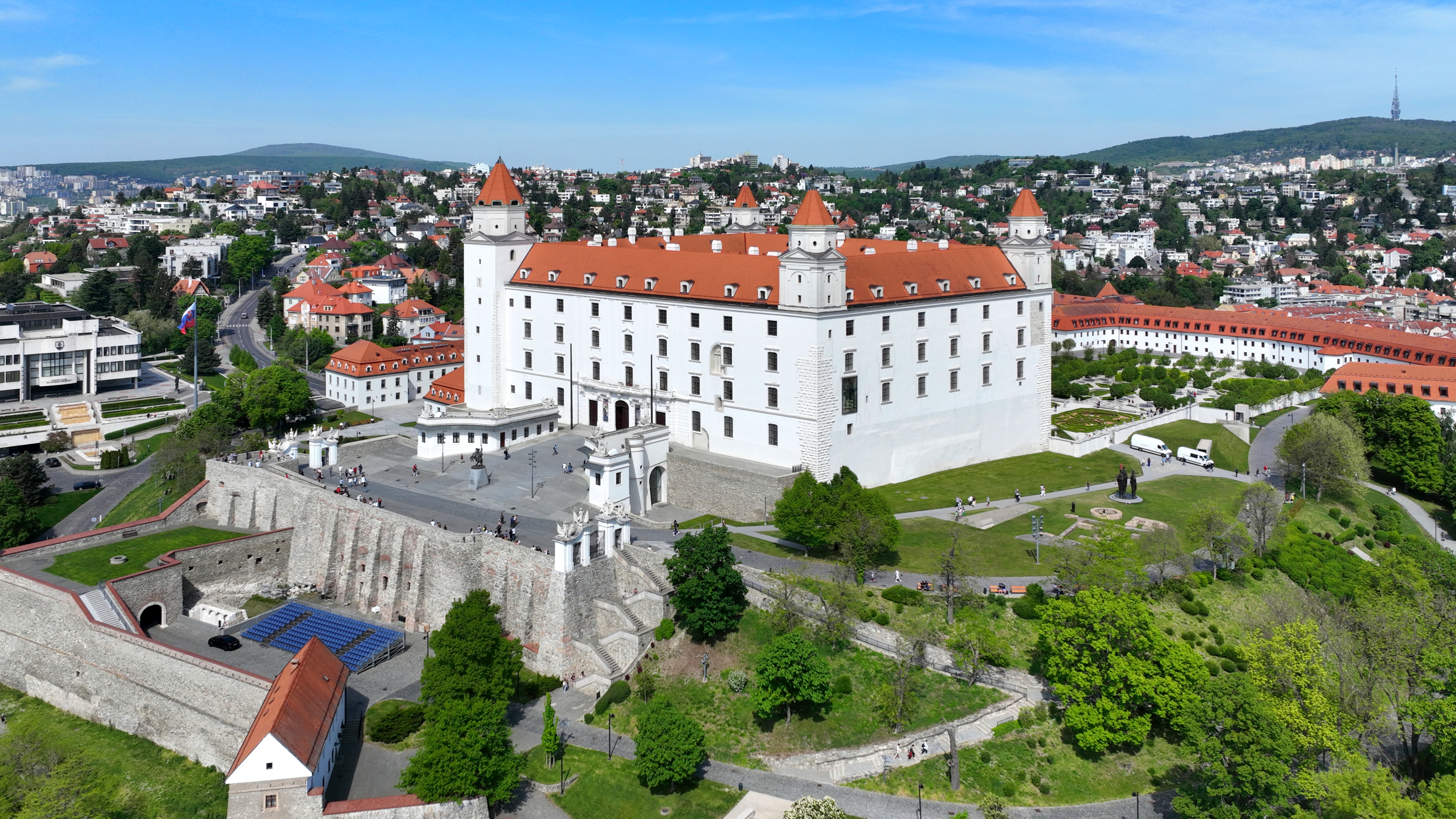
ブラチスラヴァ城

第一次世界大戦後のオーストリア＝ハンガリー帝国の解体にともない1918年、チェコスロバキアが誕生すると、ポジョニとその周辺都市による「スロバキア国民議会」（Slovenskej národnej rady）が発足した。同年12月31日にはチェコ軍団とドイツ・ハンガリー勢力の間で争奪戦が起きるが、1919年にチェコスロバキアの一部となり、同年2月都市名をプレスブルク/ポジョニ/プレシュプルクから「ブラチスラヴァ」に改称した。もともと中世の文献にブレザラウスプルク（Brezalauspurc, ブラスラフの城、ブラスラフとは9世紀後半に活躍した東フランク王国のスラヴ人貴族、下パンノニア公ブラスラフを指す）という集落の名が現れており、907年のハンガリー公国と東フランク王国との戦いでハンガリーが勝利した決戦の地としても知られていた。これが後のプレスブルク/ポジョニ/プレシュプルクであるとされていたが、その実際の位置は今もなお議論がある。スロバキアの歴史家パヴェル・ヨゼフ・シャファーリクが中世の文献の解読の際にブラスラフ（Braslav）を誤ってブラティスラフ（Bratislav）と読み、そのまま発表したことがもとになり、スロバキア愛国主義者がプレスブルクのことをブラティスラヴァと呼ぶようになり、それが都市名変更の際に使われることになった。
1939年にスロバキア人によるナチス・ドイツ傀儡政権が誕生し、ブラチスラヴァはスロバキア共和国の首都となったが、1945年にソビエト赤軍の侵攻によって政権は崩壊し、チェコスロバキア第三共和国の一部に復帰した。1969年にチェコスロバキア社会主義共和国の連邦制移行にともない、連邦を構成するスロバキア社会主義共和国の首都となった。民主化後の1990年に国名から「社会主義」を除いたスロバキア共和国の首都となり、1993年1月1日のビロード離婚にともなって主権国家スロバキア共和国の首都となった。

## 政治と行政

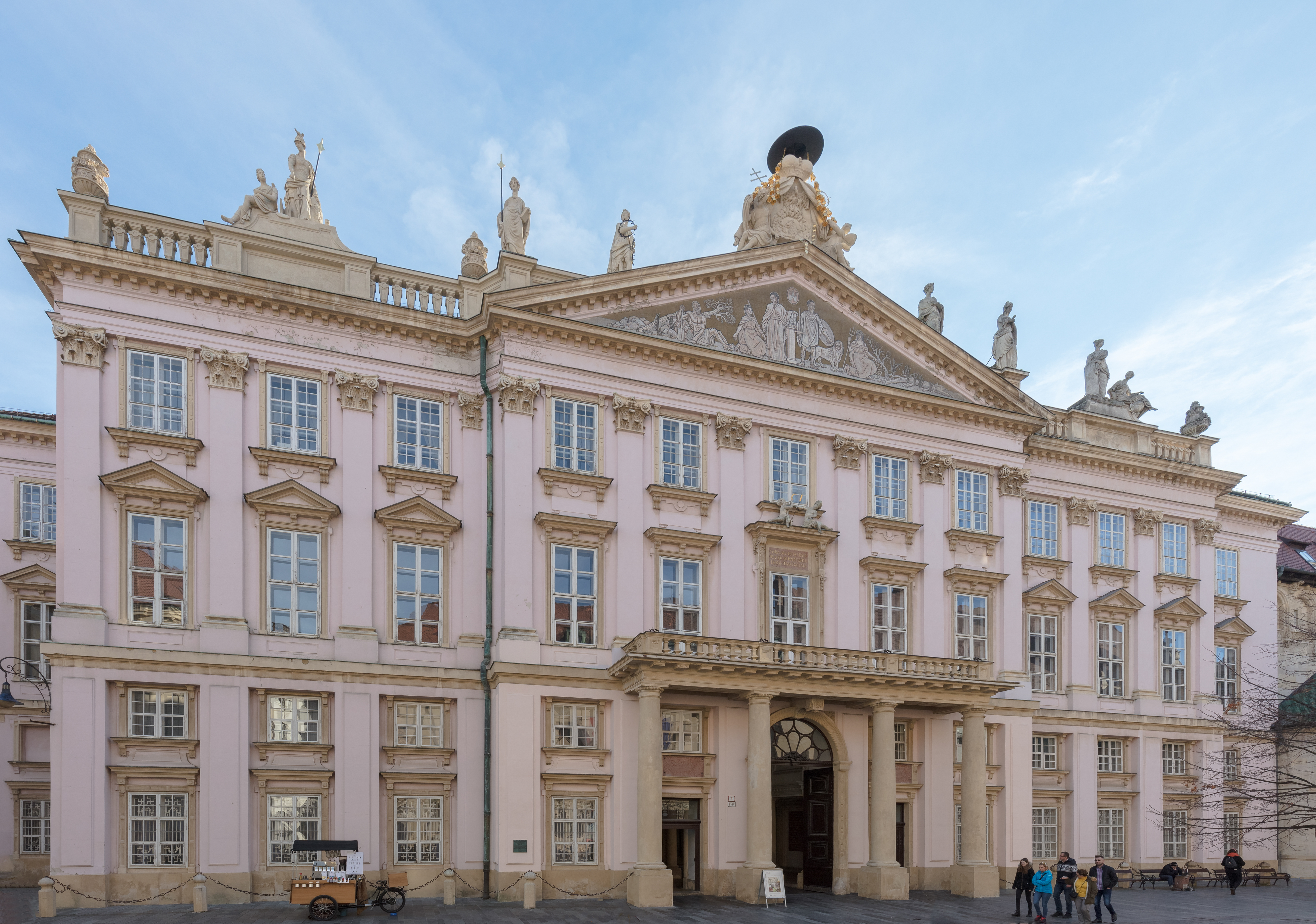
ブラチスラヴァ大司教宮殿

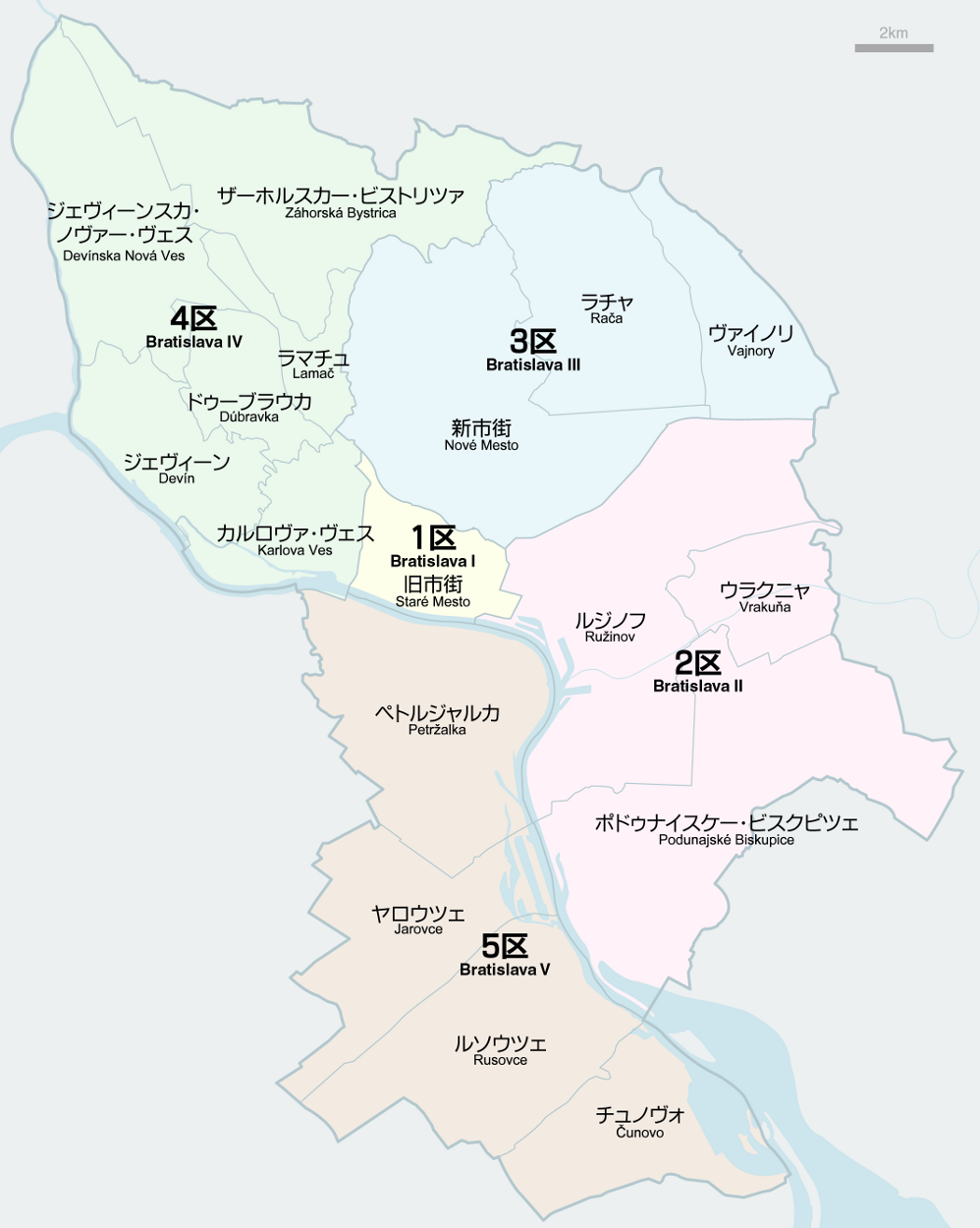
ブラチスラヴァの街区区分

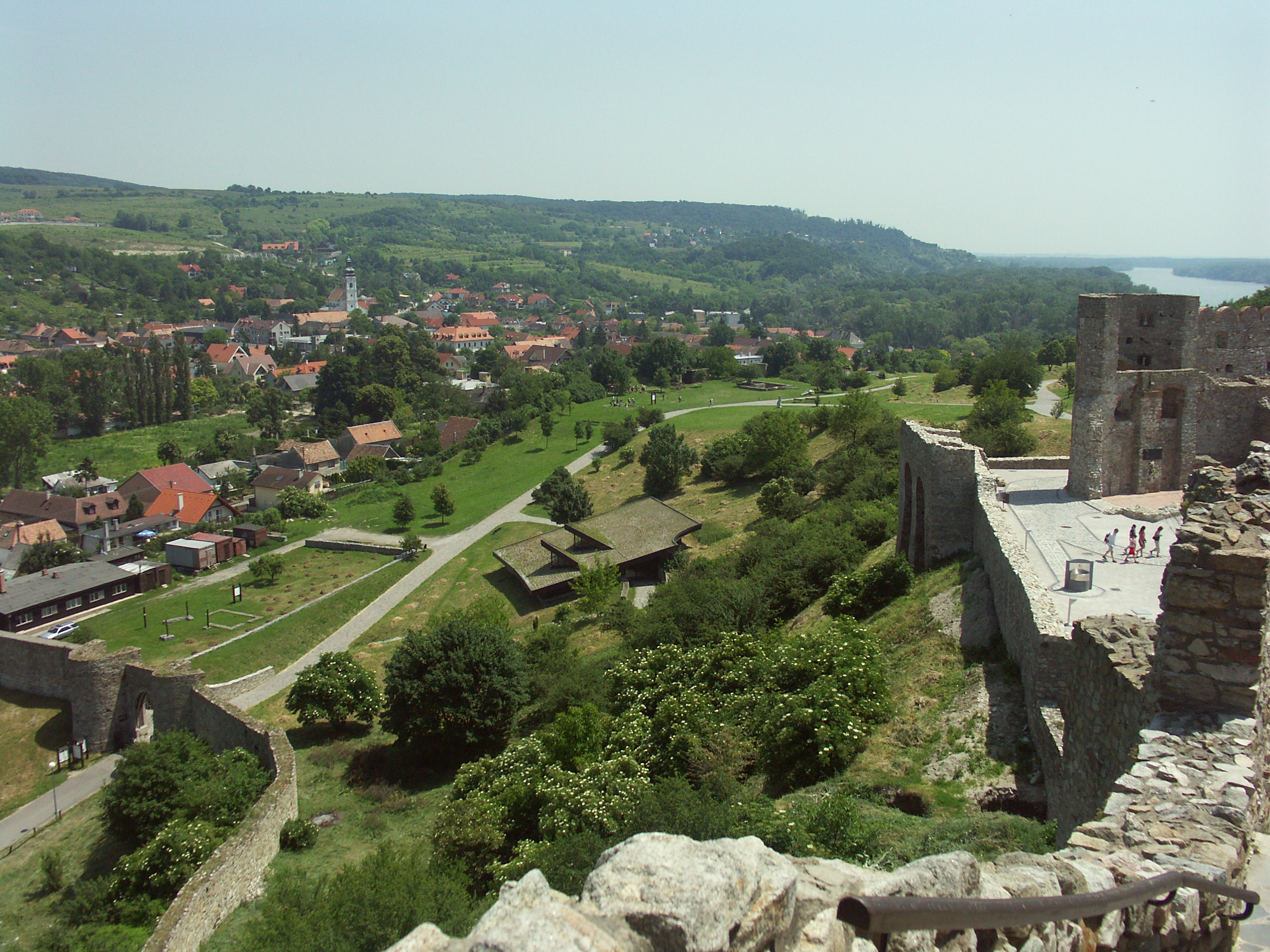
人口約1000人のジェヴィーン街区とジェヴィーン城跡

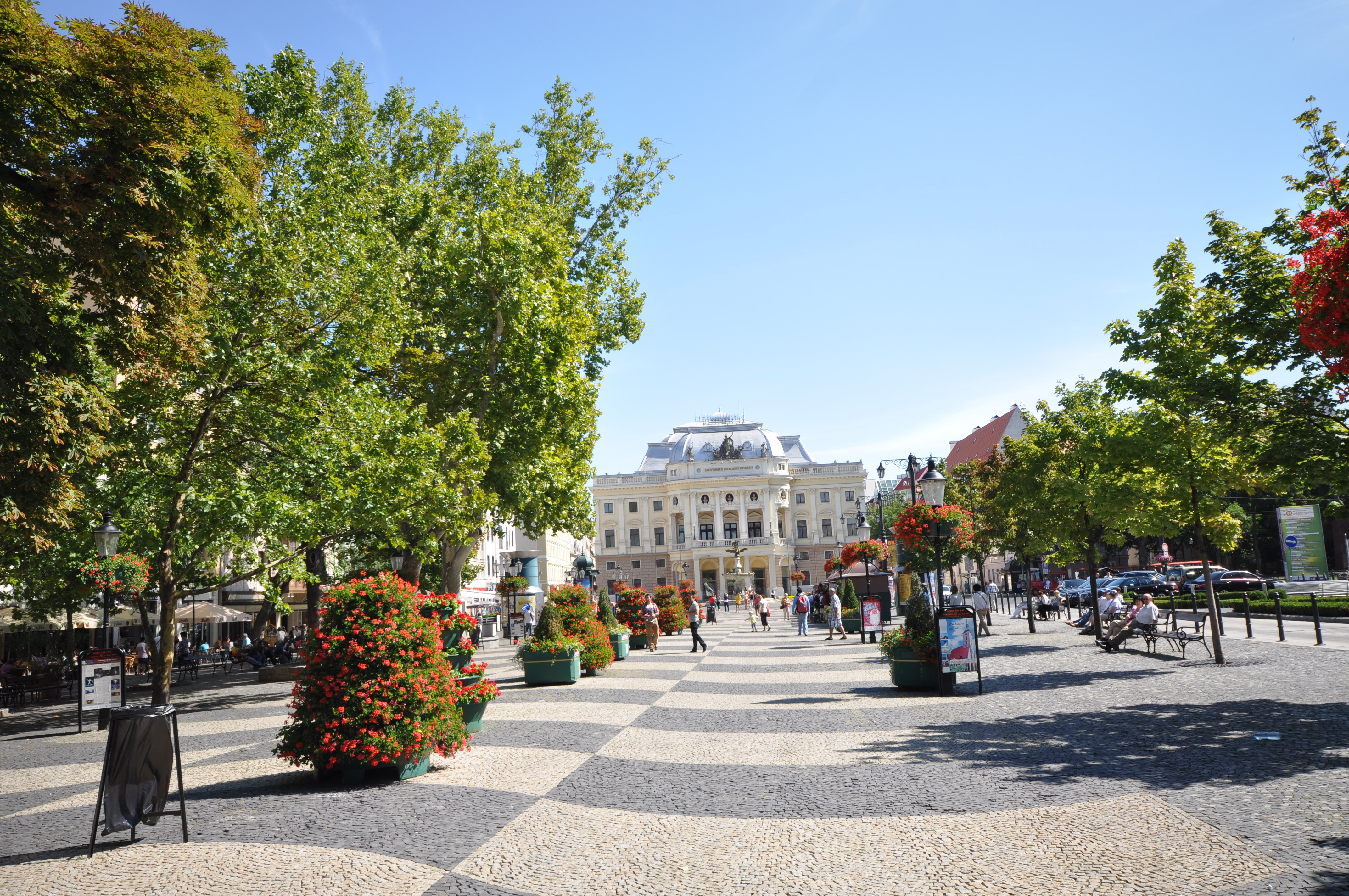
フビェズドスラフ広場

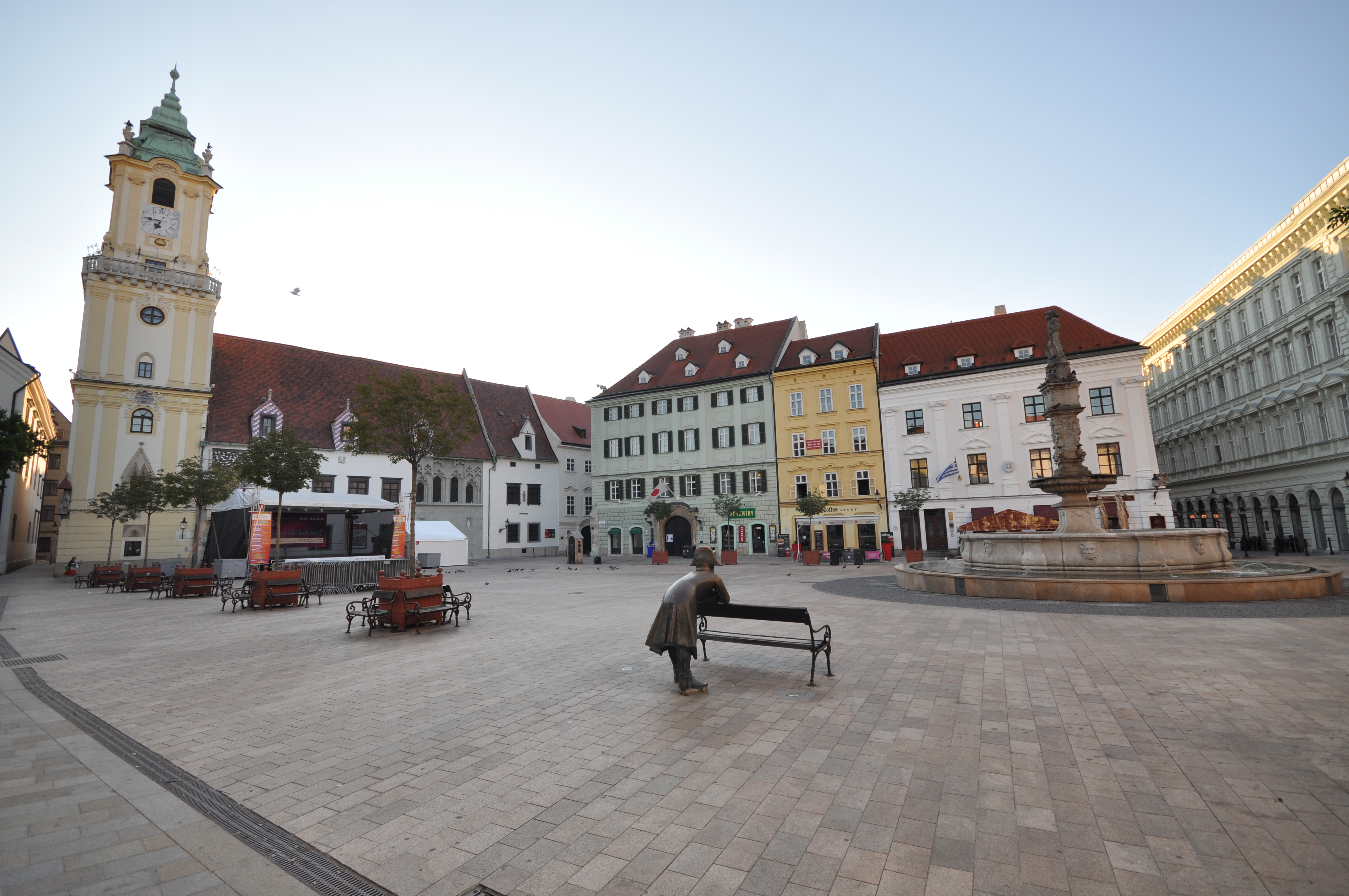
中央広場

市庁（Mestská samospráva）の現行組織は民主化後の1990年に制定されたもので、市長（Primátor）、市委員会（Mestská rada）、市議会（Mestské zastupiteľstvo）、市協議会（Komisie městského zastupitelstva）および市民判事（Magistrát）で構成されている。
市長は執行機関の最高責任者であり、任期は4年。旧市街中心部の大司教宮殿（Primaciálny palác）で執務する。2006年12月地方選では、旧市街区元区長でキリスト教民主運動・スロバキア民主キリスト教連合・民主党（KDH-SDKÚ–DS）のアンドレイ・ジュルコウスキー（Andrej Ďurkovský）が再選を果たしたが、2010年11月地方選では無所属で立候補した元教育相のミラン・フターチュニク（Milan Ftáčnik）が、方向・社会民主主義（SMER-SD）の支援を受けて当選した。
市議会は市の立法府で、定例会は毎月1回開催。任期は4年で、議員定数は80人。市協議会は市長諮問機関の一つで、委員定数は28人。市長、市内各区長および10人以内の区議会議員で構成されている。

### 街区
ブラチスラヴァ市はコシツェ市とともに法律に基づく特別市として、通常Mesto（市・町）の上位にある地区（Okres）が市の下位に設けられており、市域に合わせて5区が設置されている。各区はさらに街区（Mestské časti）に分かれており、現在17街区が設置されている。各街区には自治組織として住民の直接選挙によって選出された区長（Starosta）と区議会が置かれている。
- ブラチスラヴァ1区（Bratislava I） 
  - 旧市街（Staré Mesto）
- ブラチスラヴァ2区（Bratislava II）
  - ポドゥナイスケー・ビスクピツェ（Podunajské Biskupice）
  - ルジノウ（Ružinov）
  - ウラクニャ（Vrakuňa）
- ブラチスラヴァ3区（Bratislava III）
  - 新市街（Nové Mesto）
  - ラチャ（Rača）
  - ヴァイノリ（Vajnory）
- ブラチスラヴァ4区（Bratislava IV）
  - ジェヴィーン（Devín）
  - ジェヴィーンスカ・ノヴァー・ヴェス（Devínska Nová Ves）
  - ドゥーブラウカ（Dúbravka）
  - カルロヴァ・ヴェス（Karlova Ves）
  - ラマチュ（Lamač）
  - ザーホルスカー・ビストリツァ（Záhorská Bystrica）
- ブラチスラヴァ5区（Bratislava V）
  - チュノヴォ（Čunovo）
  - ヤロウツェ（Jarovce）
  - ペトルジャルカ（Petržalka）
  - ルソウツェ（Rusovce）

### 人口構成
ブラチスラヴァ市の人口は2008年12月31日現在で42万8791人である。これまでの最高は1996年の45万2278人で、それ以降は漸減傾向にある。
2008年末現在でもっとも人口の多い街区は、首都のベッドタウンとして社会主義時代の1960年代から大規模な団地開発が行われている5区のペトルジャルカ（11万5450人）で、次いで2区ルジノウ（7万0050人）、1区旧市街（4万2300人）と続く。もっとも人口が少ない街区はハンガリーおよびオーストリアに隣接する5区のチュノヴォ（950人）で、次いで4区ジェヴィーン（1020人）、5区ヤロウツェ（1300人）となっている。
1990年の人口と比較した街区別の推移を見ると、中心部の旧市街（1区）、新市街（3区）、ルジノウ（2区）と、郊外の農業地帯や山間部にあたるポドゥナイスケー・ビスクピツェ（2区）、ヴァイノリ（3区）、ジェヴィーン、リャマチュ（以上4区）、ヤロウツェ、ルソウツェ（以上5区）の9街区で人口が減少している。一方、旧市街に隣接する4区のカルロヴァ・ヴェスは1万4581人増（増加率77%）、フォルクスワーゲンスロバキア工場が進出したジェヴィーンスカ・ノヴァー・ヴェスは3998人増（同30.8%）となった。
2008年現在の市内人口の民族比率は、スロバキア人が88.9%でもっとも多く、ハンガリー人5.8%、チェコ人2.2%、ドイツ人0.5%、その他2.6%。宗教はローマ・カトリック56.7%、無宗教29.3%、プロテスタント6%、不明4.7%となっている。

## 経済

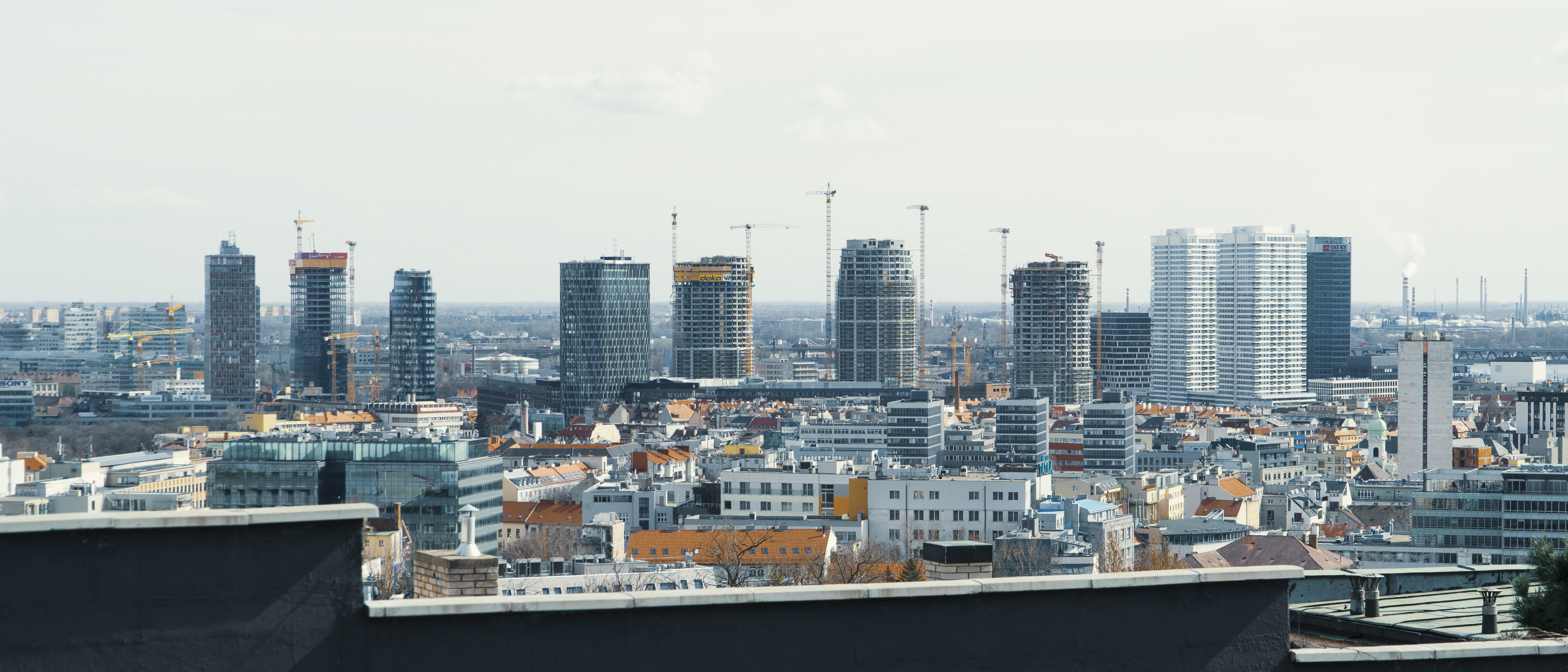
中心的ビジネス街の一つムリンスケー・ニヴィ通り（ルジノウ街区）

2007年の県別国内総生産で見ると、国内8県でもっとも小さいブラチスラヴァ県は国内総生産全体の26%を占め、経済的にもっとも繁栄している。一人あたり国内総生産は3万3124ユーロ（2005年）で欧州連合（EU）域内平均を47.9%上回っており、EU新規加盟国の都市ではプラハ（チェコ）に次ぐ高い水準である。またパリを除くフランス全土の一人あたり国内総生産を上回っている。
2008年第一四半期のブラチスラヴァ県内の平均給与は1015.47ユーロ（3万0592スロバキアコルナ）であった。また2007年12月現在のブラチスラヴァ市の失業率は1.83%である。
ブラチスラヴァ市には多くの政府機関や民間企業の本社が立地しており、市内人口の75%以上が貿易、金融、IT通信、観光などの第三次産業に従事している。

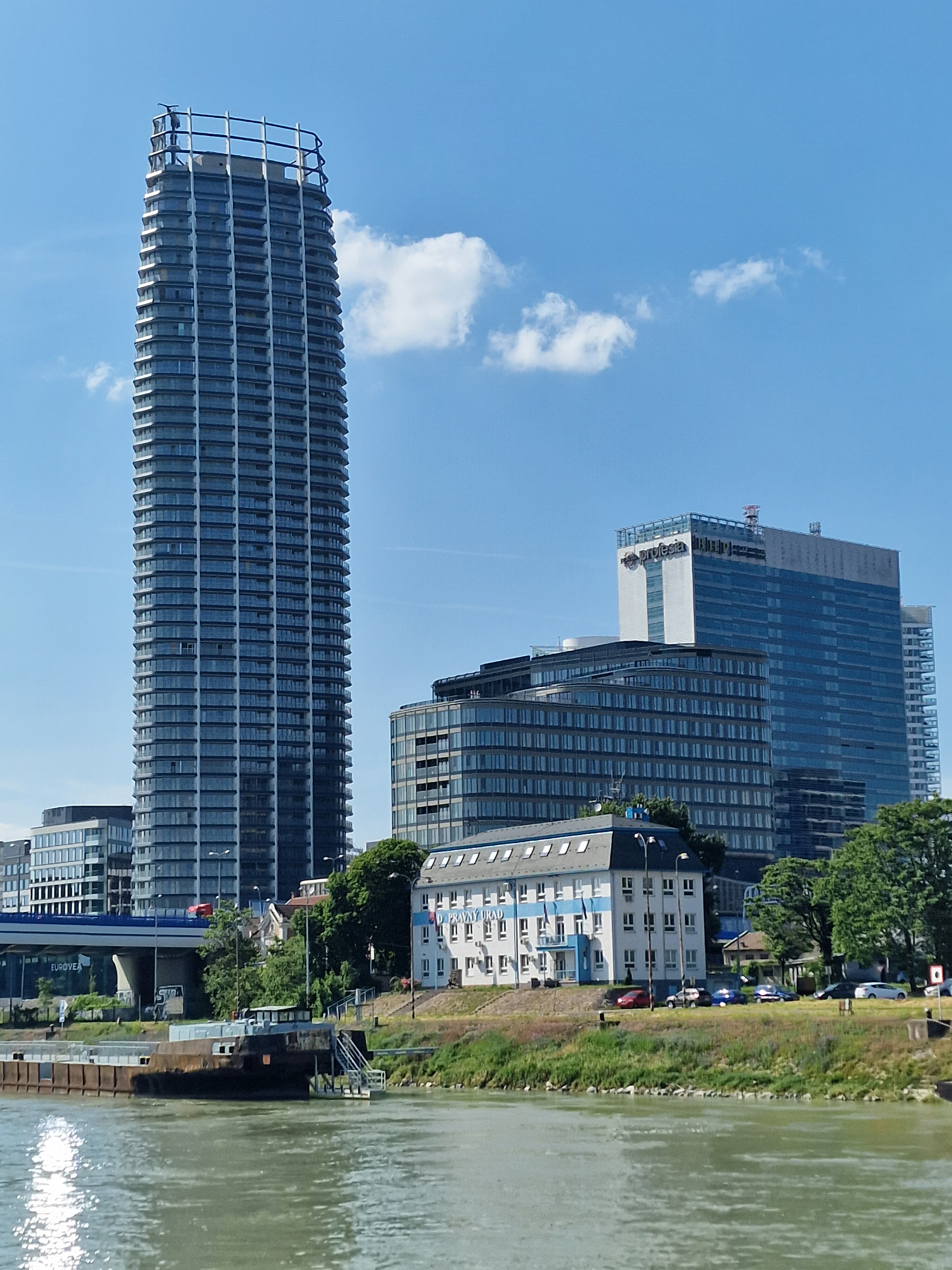

フォルクスワーゲンは1991年にスロバキア工場をブラチスラヴァ市に置き、現在はすべてのフォルクスワーゲン・トゥアレグを生産している。またポルシェ・カイエン、アウディ・Q7の部品も生産している。
西ヨーロッパに近く、大学や研究施設などが多く優秀な人材を確保しやすい環境から、IT関連企業の進出も目立っており、IBM、Dell、Lenovo、AT&Tなどの国際企業も近年進出している。このほかスロバキアテレコム（旧スロバキア通信国有会社）、タトラ銀行、ヒューレット・パッカード・スロバキア、クラフトフーヅ・スロバキア、テスコストア・スロバキアなど国内外資本の大企業の本社が置かれている。また2007年3月にはブラチスラヴァ証券取引所が開設された。

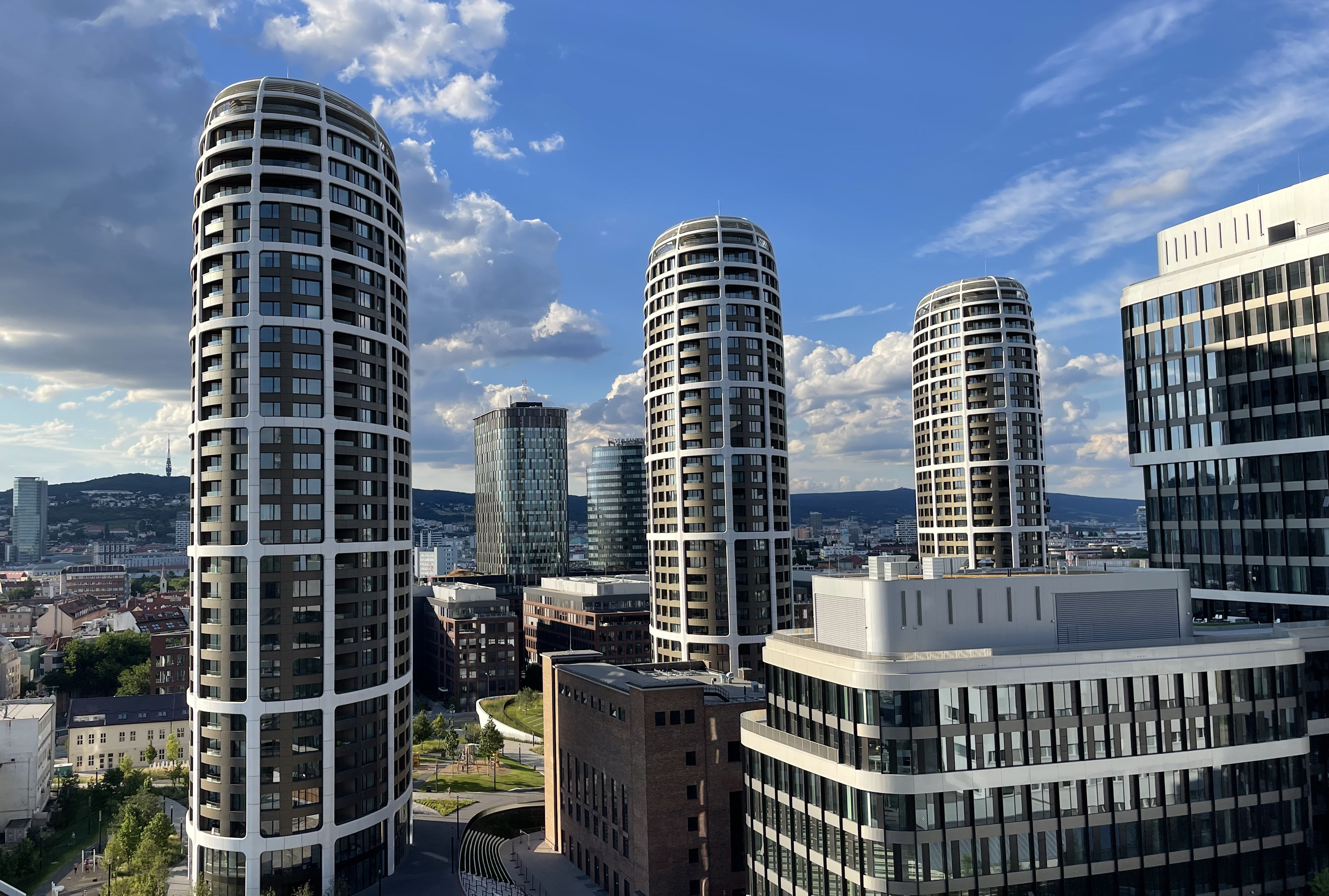

またブラチスラヴァ市は、市内の軌道線およびバスを運営するブラチスラヴァ交通企業株式会社（Dopravný podnik Bratislava, a.s.）など17の公共サービス企業の株式を保有している。
2000年以降、スロバキア経済の急成長にともなう再開発が盛んに行われて高層ビルの建設ラッシュとなり、ドナウ川河畔では旧市街区のリバーパーク、アポロ橋付近のユーロヴェアの2計画が進行中である。このほか主要鉄道駅、バスターミナル周辺およびペトルジャルカ、新市街、ルジノウの各街区で再開発計画が進行中で、すべての再開発計画の投資額は12億ユーロに上る見通しである。

## 史跡
ブラチスラヴァ城
ドナウ川を見下ろす高台の上にあり、かつてマリア・テレジアの居ともなっていた古城で、城内からはドナウ河や付近の林野、ブラチスラヴァの市街が一望できる市内随一の観光名所となっている。城の四隅に配されている塔をテーブルの脚に見立てて、「ひっくり返したテーブル」という愛称を持つ。城内は国立歴史博物館になっている。高台の上まではなだらかな坂が続き、徒歩で到達することができる。
聖マルティン大聖堂
1563年から1830年まで、マリア・テレジアを含むハンガリー王国歴代の国王や王妃たちの戴冠式が行なわれた。
旧橋（Starý most、スタリー・モスト）
ドナウ川を挟む旧市街区とペトルジャルカ街区を結ぶ道路鉄道併設のトラス橋で、15世紀に架橋された浮橋を置き換える形でハンガリー王国時代の1897年、フランツ・ヨーゼフ橋（Most Františka Jozefa）として架橋された。老朽化に伴う通過車両の抑制策や旧橋に代わる鉄道・高速道路併設橋のドゥクラ英雄橋（現・港橋、Prístavný most）建設を受けて1984年に鉄道線路を撤去。供用開始後110年余りが経過した2010年には橋桁の深刻な老朽化が判明し、車道を通行禁止とした。歴史的文化財として保存する案と橋桁を掛け替える案で議論が行われた末、2013年12月に解体を開始。ペトルジャルカ街区に延伸するブラチスラヴァ市電の新路線を併設し、旧橋桁の形状をイメージした新しい橋桁が2015年暮れに竣工した。
SNP橋（Most SNP、スロバキア国民蜂起橋）

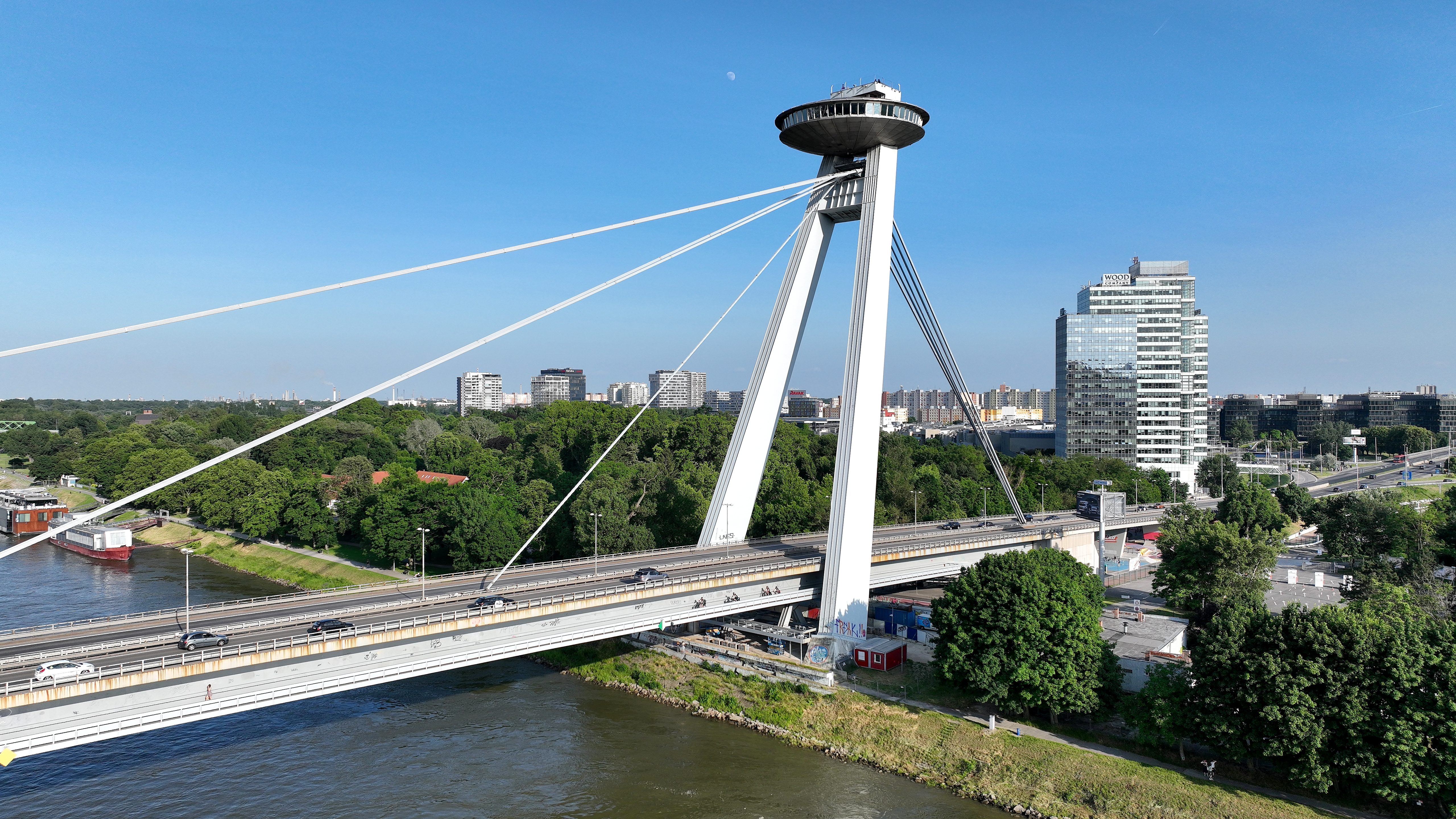
スロバキア国民蜂起橋

1972年供用開始の道路橋で初期の大型斜張橋の一つ。1993年のチェコスロバキア連邦制解消後、新橋（Nový most）の名称が用いられていたが、スロバキア国民蜂起68周年の2012年8月29日、旧称のSNP橋に戻された。ペトルジャルカ側に立つ主塔の地上高84.6メートルの位置に、対岸の旧市街区を見渡すことができる円盤状の展望台が設けられており、その形状から「UFO橋」とも呼ばれる。2001年に世界大タワー連盟に加盟した。
ミハル門（Michalská brána）
かつて旧市街の入口だった門の一つ。内部は武器博物館となっており、世界各国の剣、槍、大砲などが展示されている。
日本では「ミハエル門」という呼び名が定着しているが、この呼び方はおそらくドイツ語読みからのものと思われ、適切な呼び名とは言い難い。スロヴァキア語ではMichalská bránaであり、これは「ミハル（の）門」である。
フンメル記念館
ブラチスラヴァ出身の音楽家、ヨハン・ネポムク・フンメルの生家。記念館として公開されている。
ジェヴィーン城（Hrad Devín）
デヴィーン城とも表記される。ブラチスラヴァ郊外、ドナウ川とモラヴァ川の合流点に位置する城塞跡。

## 交通
高速道路

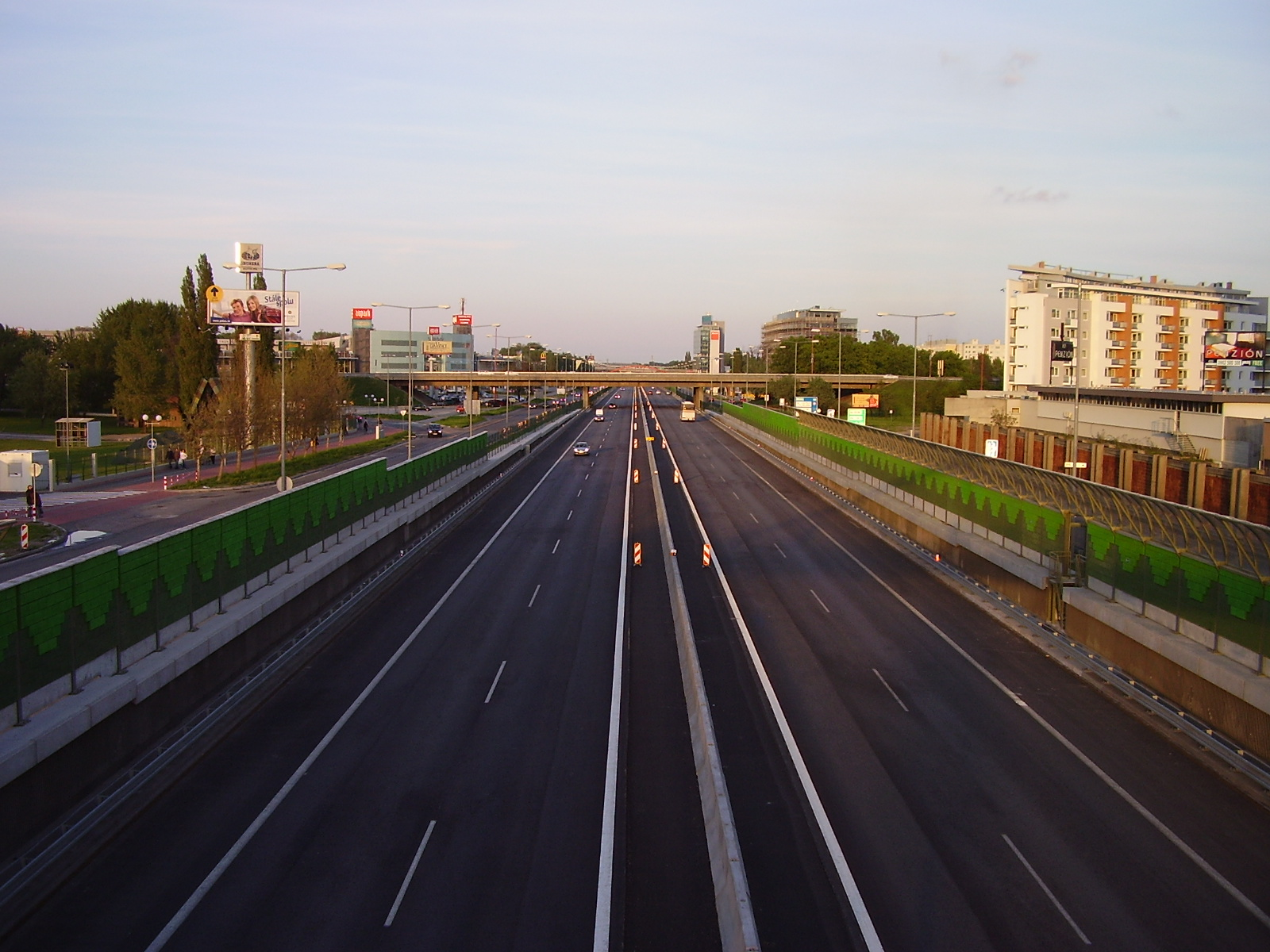
高速D1号線（ペトルジャルカ街区）

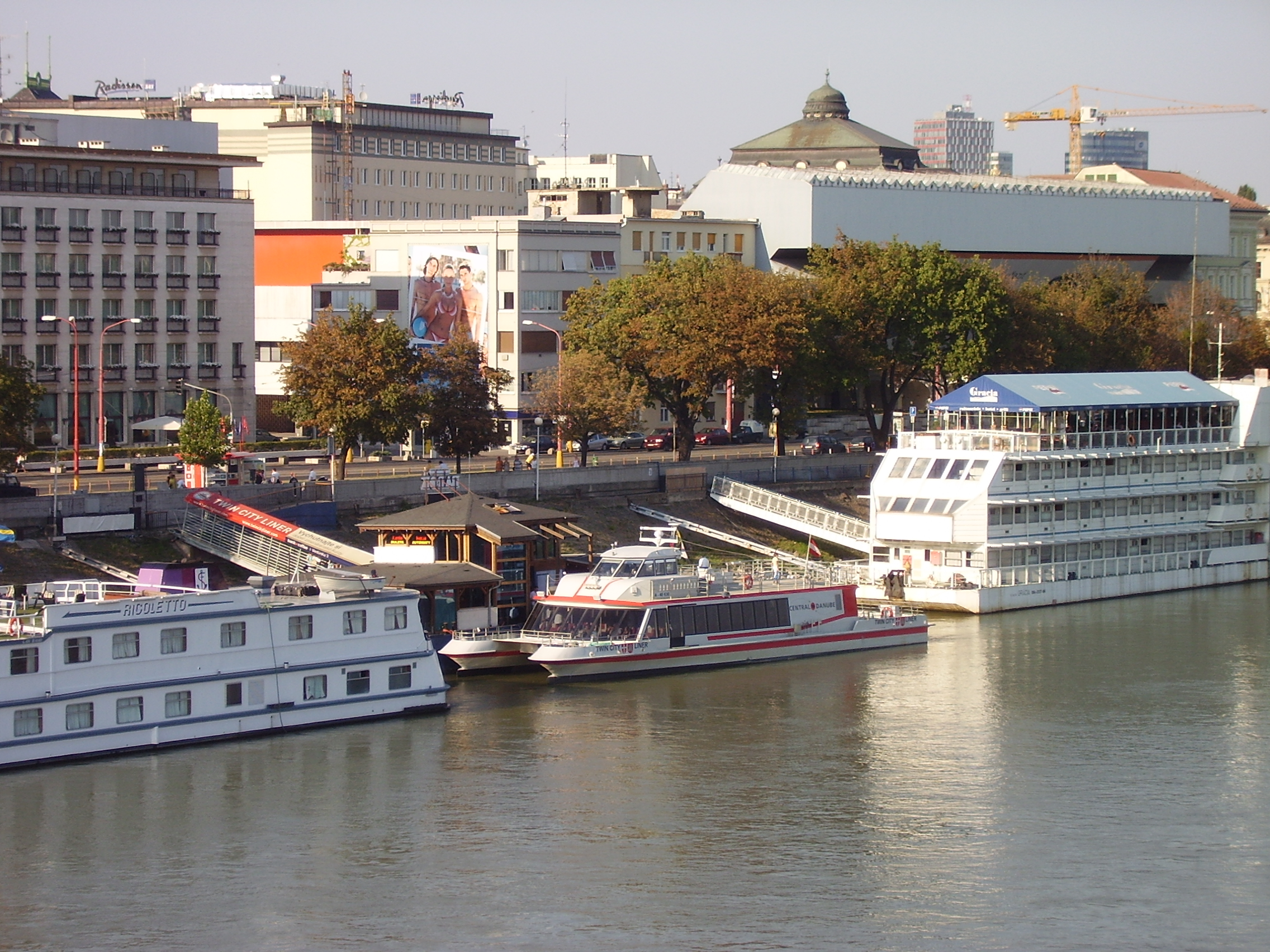
旧市街区の発着場に停泊するツインシティーライナー（中央）

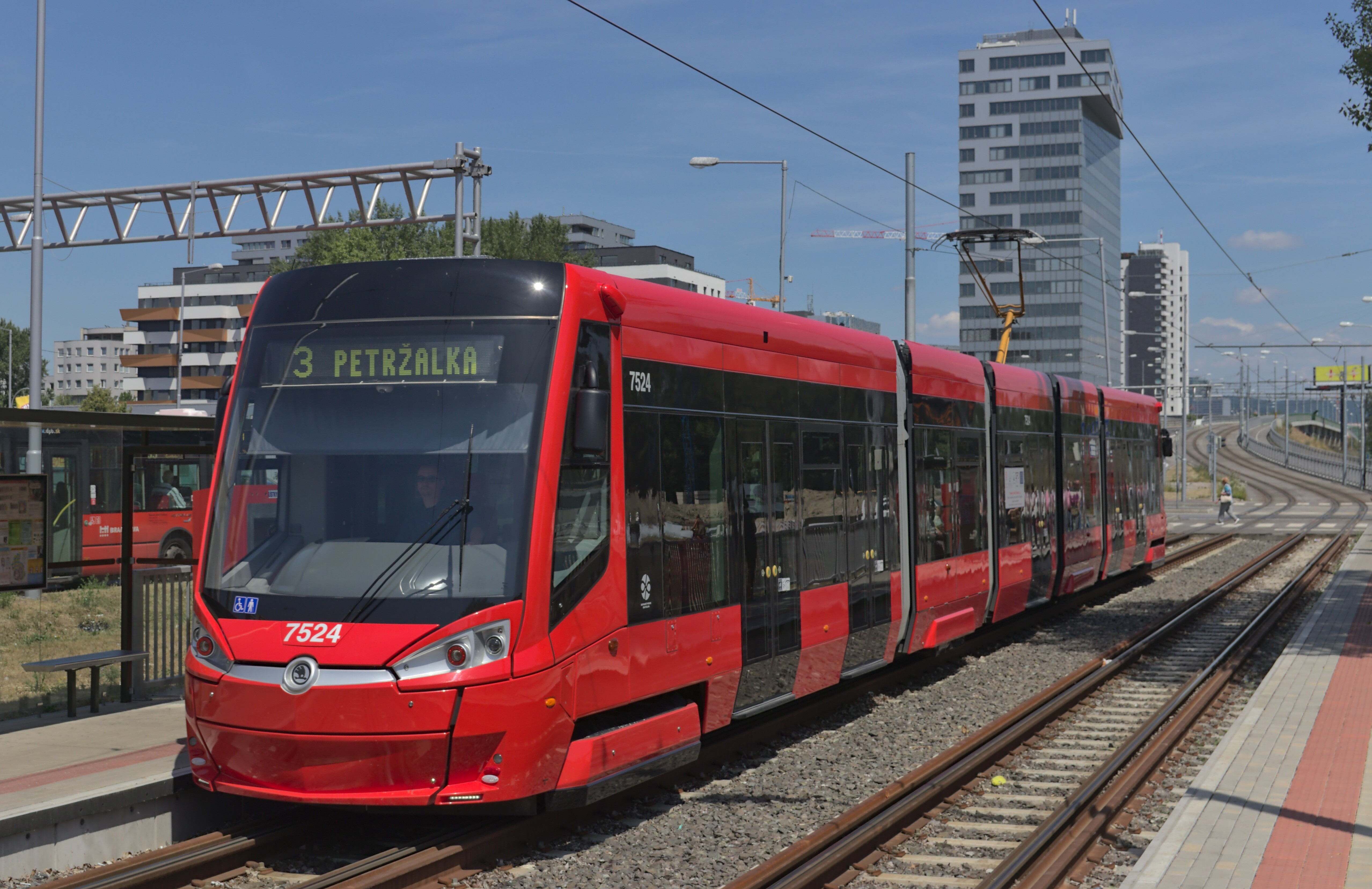

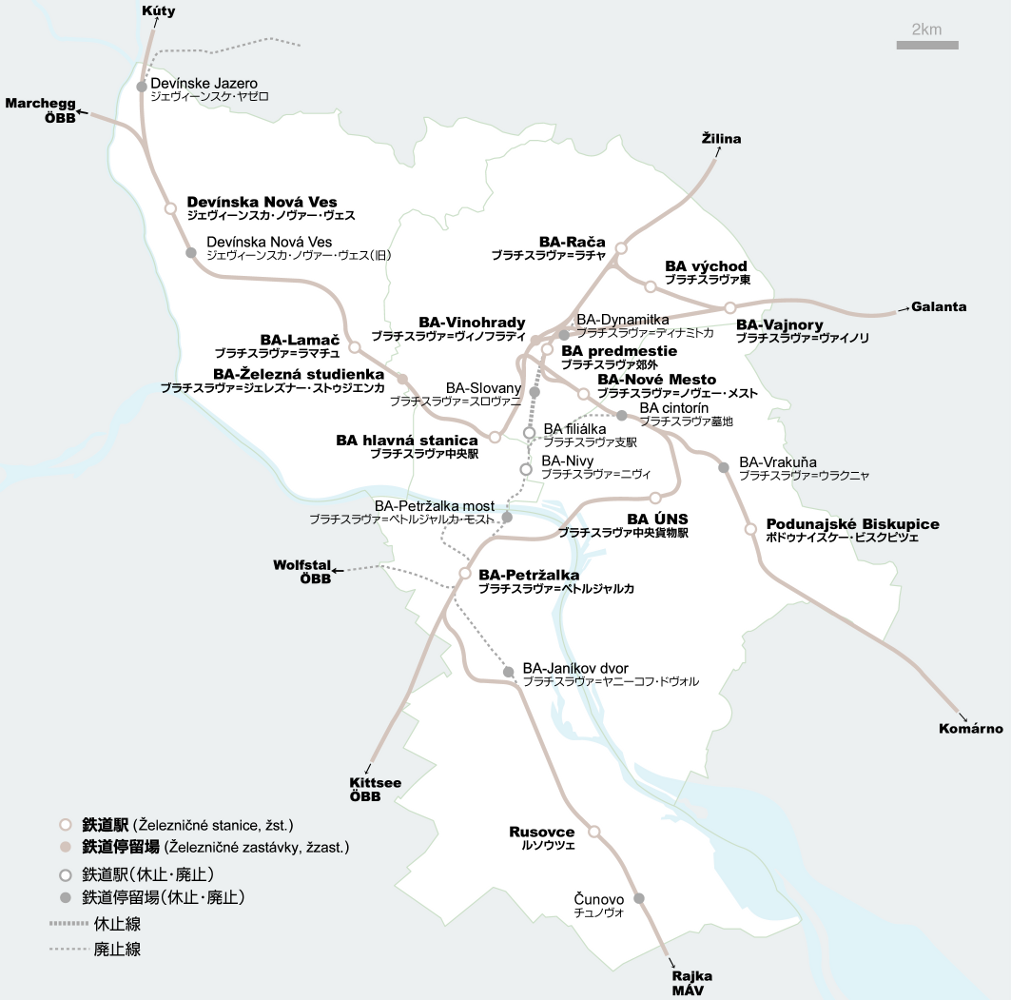
ブラチスラヴァ市内の鉄道駅

- スロバキア国内を横断しウクライナに至る高速D1号線（Diaľnica D1）とチェコ国境のブロドスケー村を経てチェコ・ブルノ市に至る高速D2号線（Diaľnica D2）がペトルジャルカ街区のジャンクションで合流している。D2号線はヤロウツェ街区のジャンクションでオーストリアの高速A6号線と接続する高速D4号線と分岐、さらにチュノヴォ街区の南端でハンガリーの高速M15号線と接続している。
- 高速D4号線（Diaľnica D4）は1996年に着工した路線で、現在ヤロウツェジャンクションから市街地東方および北方を迂回してD1号線とD2号線を結ぶ外環道区間の建設が進められており、全通は2025年の予定である。

河川交通
- ルジノウ街区にある国際貿易港のブラチスラヴァ港がドナウ川のウィーン－ブダペスト間における貨物船の重要な拠点となっているほか、旧市街区に面したドナウ川河畔にも旅客船の発着場が設けられている。
- 2006年6月からはブラチスラヴァ－ウィーン間に定期高速旅客船「ツインシティーライナー」（Twin City Liner）が就航し、両都市間を75分で結んでいる。2008年には2番船が就航した。

バス・路面電車
- 旧市街区に隣接するルジノウ街区のムリンスケー・ニヴィ・バス駅（Autobusová stanica Mlynské Nivy）が中心ターミナルで、国際運行バスや国内都市間バスが発着する。市内の路線バス、トロリーバス、路面電車はブラチスラヴァ市が100%出資するブラチスラヴァ交通企業株式会社（DPB, Dopravný podnik Bratislava）が運営している。DPBは国境を越えてハンガリー・ライカ村（801系統:スロバキア国立劇場新館－ライカ線）およびオーストリアのハインブルク・アン・デル・ドナウ町、ヴォルフスタル村（901系統:新橋（ノヴィー・モスト）－ヴォルフスタル線）に至る路線バスも運行している。都市間バスはスロバック・ラインズ（Slovak Lines、旧SADブラチスラヴァ）が運営している。
- DPBの路面電車は軌間1000ミリ。路線網はドナウ川北岸のみに展開し、旧市街区中心部からラチャ＝コミサールスキ、ズラテー・ピエスキ、ドゥーブラウカ＝プリ・クリージ、ルジノウ＝アストロノミツカーに向かう主要4路線で計8系統が運行されている。市のブラチスラヴァ公共交通連結システム第一次段階（Prvá etapa nosného systému bratislavskej MHD）計画に基づく旧橋掛け替え工事により、2015年12月15日に旧市街区中心部のシャファーリク広場電停から分岐してドナウ川およびスロバキア国鉄ブラチスラヴァ－ヘジェシャロム鉄道線を越え、ペトルジャルカ街区のユングマノヴァ電停（新設）に至る約2kmの路面電車新線が竣工し、2016年に入って試運転が行われる予定。
  - 第二次段階としてユングマノヴァからペトルジャルカ街区を縦断して街区南端のヤニーコフ・ドヴォルに至る約4kmの新線と、ブラチスラヴァ－ヘジェシャロム鉄道線との連絡線の建設、および連絡線からヤニーコフ・ドヴォルまでの間を標準軌間との三線軌条とし、標準軌の直通用車両を導入して国鉄線に直通する計画が盛り込まれているものの、国鉄線とは電化方式や保安設備が大きく異なるなどの問題があり、具体化は不透明。
  - 第二次世界大戦前にはウィーン市電直通の都市間郊外電車線（プレスブルク鉄道）に接続する旧橋経由の市電線で旧市街区と結ばれていたペトルジャルカ街区では、社会主義時代の大規模団地開発に伴う人口急増後も長く路線バスのみの運行が続き、軌道系公共交通機関の整備が課題となっていた。1980年代にはチェコスロバキア2番目となるソ連式の地下鉄整備構想が具体化し建設工事が始まったが、直後の共産党政権崩壊で頓挫。1996年には工事再開の動きがあったものの資金調達につまづき、ブラチスラヴァ市は2002年に正式に地下鉄計画の白紙化を決定した。
- 2010年にはブラチスラヴァ交通企業、スロバック・ラインズおよび国鉄線旅客列車を運行する鉄道企業体スロバキアの3社の市内路線を統合的に管理し、共通券で利用できる新しい交通政策「ブラチスラヴァ統合交通」（BID, Bratislavská integrovaná doprava）プロジェクトがスタート。一部のトロリーバス路線の番号変更などが進められた。

ブラチスラヴァ中央駅 （Bratislava hlavná stanica）
- 旧市街区の北辺に位置する。スロバキア国鉄が管理運営している。

ブラチスラヴァ＝ペトルジャルカ鉄道駅 （Železničná stanica Bratislava-Petržalka） 
- ハンガリー・ジェール方面と、社会主義時代に途絶していたオーストリア・ウイーン方面（1998年復旧）の路線が交わる主要駅。ブラチスラヴァ-ウイーン間の旅客列車の半数がペトルジャルカ駅を起終点駅としている。

ブラチスラヴァ空港（ミラン・ラスチスラウ・シュテファーニク空港、Letisko Milana Rastislava Štefánika）
- 定期便はチェコ航空（チェコ）と格安航空会社のライアンエアー（アイルランド）、サンドール国際航空（イスラエル）などが就航。かつてはスロバキアのスロバキア航空、スカイヨーロッパ航空、シーグル・エアー、エア・スロバキア、ダニューブ・ウイングスの本拠空港だった。

## 姉妹都市
- エレバン（アルメニア）
- ウィーン（オーストリア）
- ルセ（ブルガリア）
- ラルナカ（キプロス）
- プラハ（チェコ）
- アレクサンドリア（エジプト）
- トゥルク（フィンランド）
- ブレーメン（ドイツ）
- ウルム（ドイツ）
- テッサロニキ（ギリシャ）
- セーケシュフェヘールヴァール（ハンガリー）
- ペルージャ（イタリア）
- ロッテルダム（オランダ）
- クラクフ（ポーランド）
- リュブリャナ（スロヴェニア）
- キエフ（ウクライナ）
- クリーブランド（アメリカ合衆国）